# Valdampierre
Valdampierre est une commune française située dans le département de l'Oise, arrondissement de Beauvais et canton de Chaumont-en-Vexin, en région Hauts-de-France.

## Géographie

### Description

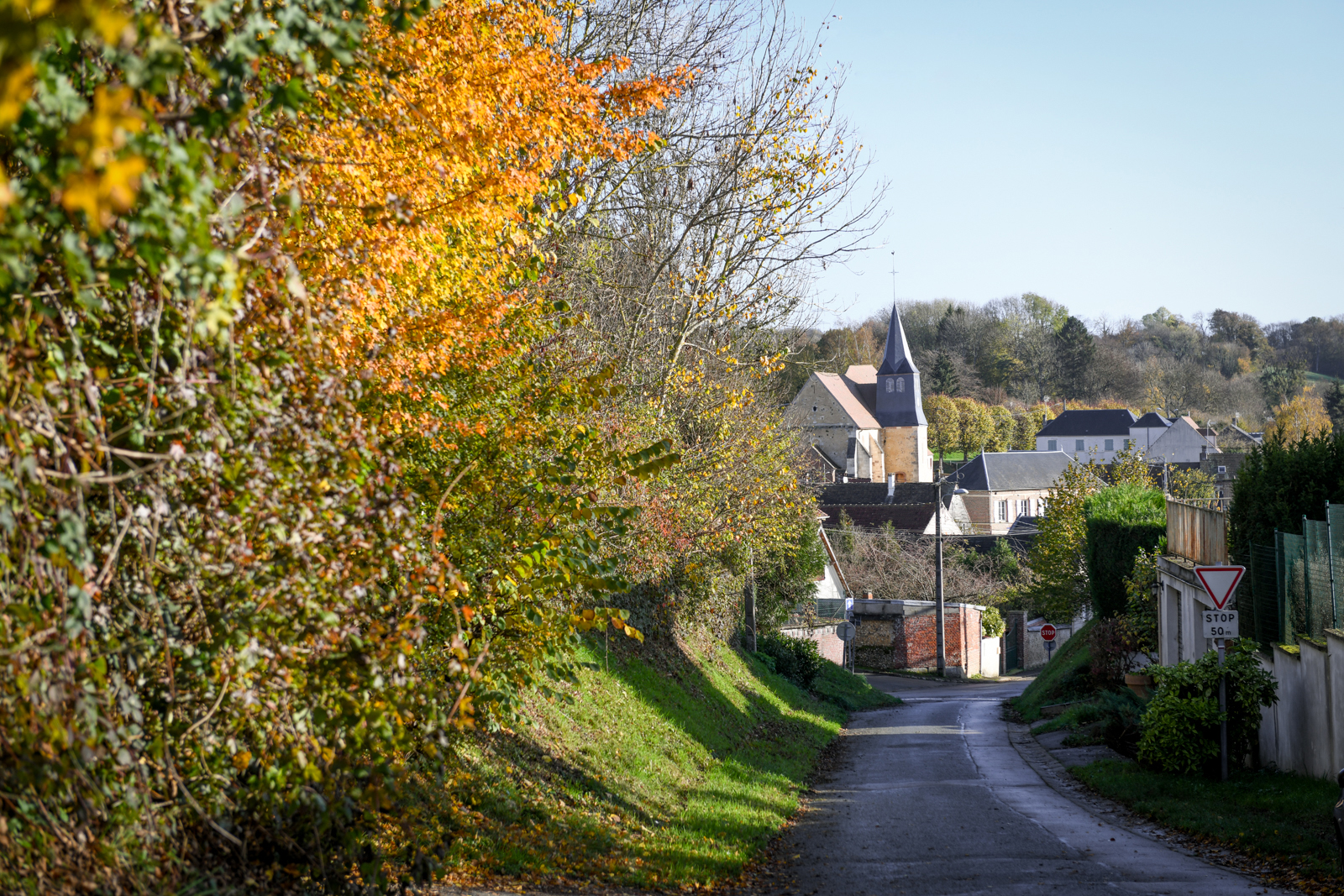
Vue sur le village.

Valdampierre est un bourg périurbain picard situé à 14 km au sud de Beauvais, à 30 km à l'ouest de Creil, à 20 km de Gisors et à 54 km au nord-ouest de Paris.
Son territoire est limité à l'est par l'autoroute A16, dont les accès les plus proches sont les sorties 13 et 14 (Méru et Beauvais-sud) et est desservi par plusieurs routes départementales.
Valdampierre se trouve en dessous du niveau du plateau du pays de Bray (la plus basse altitude étant de 116 m).

### Communes limitrophes
|                      | La Neuville-Garnier Auteuil | La Neuville-d'Aumont |
| Beaumont-les-Nonains | Valdampierre                | Ressons-l'Abbaye     |
| Pouilly              | Montherlant                 |                      |

### Hydrographie
La commune est située dans le bassin Seine-Normandie. Elle n'est drainée par aucun cours d'eau,.

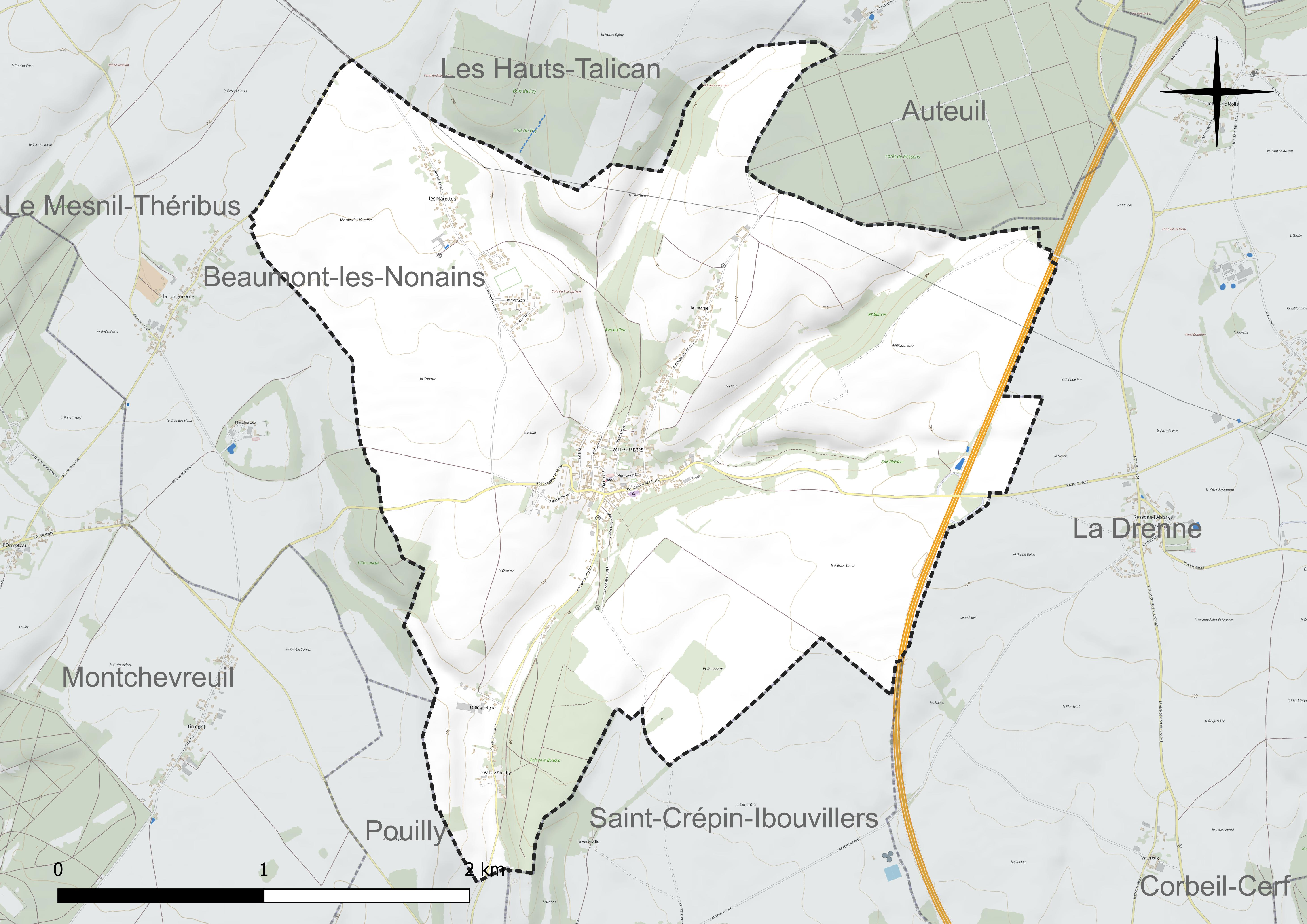
Réseau hydrographique de Valdampierre.

### Climat
Pour des articles plus généraux, voir Climat des Hauts-de-France et Climat de l'Oise.
En 2010, le climat de la commune est de type climat océanique dégradé des plaines du Centre et du Nord, selon une étude du CNRS s'appuyant sur une série de données couvrant la période 1971-2000. En 2020, Météo-France publie une typologie des climats de la France métropolitaine dans laquelle la commune est exposée à un climat océanique et est dans la région climatique  Sud-ouest du bassin Parisien, caractérisée par une faible pluviométrie, notamment au printemps (120 à 150 mm) et un hiver froid (3,5 °C). 
Pour la période 1971-2000, la température annuelle moyenne est de 10,3 °C, avec une amplitude thermique annuelle de 14,5 °C. Le cumul annuel moyen de précipitations est de 773 mm, avec 11,2 jours de précipitations en janvier et 8,3 jours en juillet. Pour la période 1991-2020, la température moyenne annuelle observée sur la station météorologique la plus proche, située sur la commune de Jaméricourt à 12 km à vol d'oiseau, est de 11,0 °C et le cumul annuel moyen de précipitations est de 695,7 mm,. Pour l'avenir, les paramètres climatiques de la commune estimés pour 2050 selon différents scénarios d'émission de gaz à effet de serre sont consultables sur un site dédié publié par Météo-France en novembre 2022.

## Urbanisme

### Typologie
Au 1er janvier 2024, Valdampierre est catégorisée bourg rural, selon la nouvelle grille communale de densité à sept niveaux définie par l'Insee en 2022.
Elle est située hors unité urbaine. Par ailleurs la commune fait partie de l'aire d'attraction de Paris, dont elle est une commune de la couronne,. 

### Occupation des sols
L'occupation des sols de la commune, telle qu'elle ressort de la base de données européenne d'occupation biophysique des sols Corine Land Cover (CLC), est marquée par l'importance des territoires agricoles (84,7 % en 2018), une proportion sensiblement équivalente à celle de 1990 (84,6 %). La répartition détaillée en 2018 est la suivante : 
terres arables (74,3 %), forêts (11,4 %), zones agricoles hétérogènes (6,8 %), zones urbanisées (3,9 %), prairies (3,6 %). L'évolution de l'occupation des sols de la commune et de ses infrastructures peut être observée sur les différentes représentations cartographiques du territoire : la carte de Cassini (XVIIIe siècle), la carte d'état-major (1820-1866) et les cartes ou photos aériennes de l'IGN pour la période actuelle (1950 à aujourd'hui).

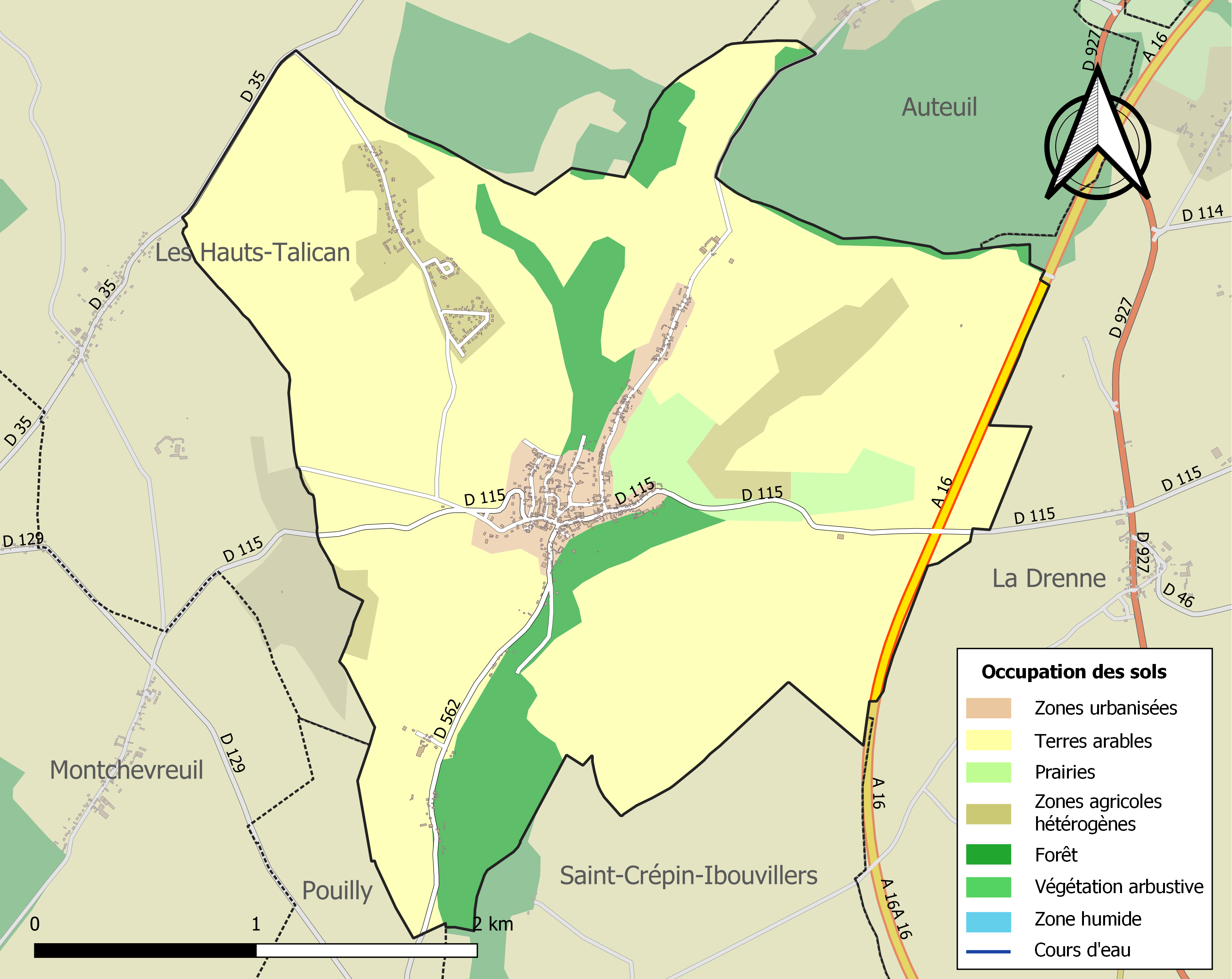
Carte des infrastructures et de l'occupation des sols de la commune en 2018 (CLC).

### Hameaux et écarts
Valdampierre se compose de trois parties :
- le centre-ville : école, mairie, église
- le Val-de-Pouilly : 15 habitations
- les Marettes : composé principalement de lotissements

### Voies de communication et transports
La commune est desservie, en 2023, par les lignes 617 et 6107 du réseau interurbain de l'Oise.

## Toponymie
Le nom de la localité est attesté sous les formes Vallis de dam peirre (1170) ; « Hyvo presbiter de valle domini Petri » (vers 1181) ; in territorio de vallis (1188) ; Willelmus de valle domini petri (vers 1192) ; Vallis domni Petri (1192) ; Yvone de valle Dampierre (1206) ; Ivone de valle domini Petri (1207) ; Johannes de valle domini petri (1224) ; apud Vaudampierre (1230) ; de valle domni Petri (1245) ; et vallem donni Petri (XIIIe) ; Val Dampierre (1280) ; et gentes vallis dompni Petri (1321) ; de valle Dampni Petri (1337) ; Vaudempiere (1490) ; le Vaudampierre (1496) ; le Vaudompierre (1496) ; Vaux dampierre (1530) ; Vaulx Dampierre (1548) ; Vaudompierre (1580) ; Valdampierre (1840).

Du latin vallem « vallée », et d'un hagiotoponyme caché : Du bas latin dominus et du nom de saint Petrus. À l'époque carolingienne, le saint était en effet appelé dominus « seigneur » avant que ce nom soit réservé au seigneur dieu.  
Valdampierre est dans le vallon conduisant à Pouilly.

## Histoire
En 1900, Urbain Gobert et Henri Randu, boutonniers en atelier, créent une usine de boutons de nacre. Ceci explique la forte présence de débris de nacre dans la terre des jardins.
Aux alentours de la Seconde Guerre mondiale, elle est revendue à Barguidjan qui la transforme en usine de matériaux de construction. Elle est définitivement fermée en 1965. Les bâtiments et le terrain sont rachetés par la commune dans les années 1980. La bâtisse tombant en ruine, elle sera démolie en 2001, laissant place à un terrain de football et de basket.

## Politique et administration

### Rattachements administratifs et électoraux
La commune se trouve  dans l'arrondissement de Beauvais du département de l'Oise (département). Pour l'élection des députés, elle fait partie depuis 2012 de la deuxième circonscription de l'Oise.
Elle faisait partie, depuis 1801, du canton d'Auneuil. Dans le cadre du redécoupage cantonal de 2014 en France, la commune est rattachée au canton de Chaumont-en-Vexin.

### Intercommunalité
La commune fait partie de la communauté de communes des Sablons, créée en 2000.

### Liste des maires
| Période                                  | Période                       | Identité           | Étiquette | Qualité                                                                                     |
| ---------------------------------------- | ----------------------------- | ------------------ | --------- | ------------------------------------------------------------------------------------------- |
| Les données manquantes sont à compléter. |                               |                    |           |                                                                                             |
| juin 1995                                | mars 2001                     | Jean-Pierre Vial   |           |                                                                                             |
| mars 2001                                | mars 2014                     | Nicole Lopez       | UMP       | retraitée                                                                                   |
| mars 2014,                               | En cours (au 2 décembre 2020) | Eddie Vandenabeele | SE        | AgriculteurBio>Vice-président de la CC des Sablons (2020 → ) Réélu pour le mandat 2020-2026 |

## Population et société

### Démographie

#### Évolution démographique
L'évolution du nombre d'habitants est connue à travers les recensements de la population effectués dans la commune depuis 1793. Pour les communes de moins de 10 000 habitants, une enquête de recensement portant sur toute la population est réalisée tous les cinq ans, les populations de référence des années intermédiaires étant quant à elles estimées par interpolation ou extrapolation. Pour la commune, le premier recensement exhaustif entrant dans le cadre du nouveau dispositif a été réalisé en 2008.

En 2022, la commune comptait 921 habitants, en évolution de −2,13 % par rapport à 2016 (Oise : +0,87 %, France hors Mayotte : +2,11 %).
| 1793 | 1800 | 1806 | 1821 | 1831 | 1836 | 1841 | 1846 | 1851 |
| ---- | ---- | ---- | ---- | ---- | ---- | ---- | ---- | ---- |
| 639  | 671  | 685  | 695  | 674  | 690  | 736  | 775  | 804  |

| 1856 | 1861 | 1866 | 1872 | 1876 | 1881 | 1886 | 1891 | 1896 |
| ---- | ---- | ---- | ---- | ---- | ---- | ---- | ---- | ---- |
| 840  | 825  | 801  | 824  | 809  | 844  | 877  | 848  | 816  |

| 1901 | 1906 | 1911 | 1921 | 1926 | 1931 | 1936 | 1946 | 1954 |
| ---- | ---- | ---- | ---- | ---- | ---- | ---- | ---- | ---- |
| 794  | 790  | 705  | 555  | 565  | 502  | 504  | 478  | 426  |

| 1962 | 1968 | 1975 | 1982 | 1990 | 1999 | 2006 | 2008 | 2013 |
| ---- | ---- | ---- | ---- | ---- | ---- | ---- | ---- | ---- |
| 423  | 364  | 304  | 639  | 829  | 880  | 898  | 903  | 948  |

| 2018 | 2022 | - | - | - | - | - | - | - |
| ---- | ---- | - | - | - | - | - | - | - |
| 930  | 921  | - | - | - | - | - | - | - |

#### Pyramide des âges
La population de la commune est relativement jeune.
En 2018, le taux de personnes d'un âge inférieur à 30 ans s'élève à 37,1 %, soit en dessous de la moyenne départementale (37,3 %). À l'inverse, le taux de personnes d'âge supérieur à 60 ans est de 21,7 % la même année, alors qu'il est de 22,8 % au niveau départemental.
En 2018, la commune comptait 473 hommes pour 457 femmes, soit un taux de 50,86 % d'hommes, légèrement supérieur au taux départemental (48,89 %).
Les pyramides des âges de la commune et du département s'établissent comme suit.
| Hommes | Classe d’âge | Femmes |
| ------ | ------------ | ------ |
| 0,2    | 90 ou +      | 0,4    |
| 3,2    | 75-89 ans    | 5,7    |
| 17,5   | 60-74 ans    | 16,4   |
| 21,4   | 45-59 ans    | 20,1   |
| 19,2   | 30-44 ans    | 21,7   |
| 16,7   | 15-29 ans    | 16,8   |
| 21,8   | 0-14 ans     | 18,8   |

| Hommes | Classe d’âge | Femmes |
| ------ | ------------ | ------ |
| 0,5    | 90 ou +      | 1,4    |
| 5,5    | 75-89 ans    | 7,6    |
| 15,6   | 60-74 ans    | 16,3   |
| 20,8   | 45-59 ans    | 20     |
| 19,4   | 30-44 ans    | 19,4   |
| 17,6   | 15-29 ans    | 16,2   |
| 20,6   | 0-14 ans     | 19,1   |

### Enseignement

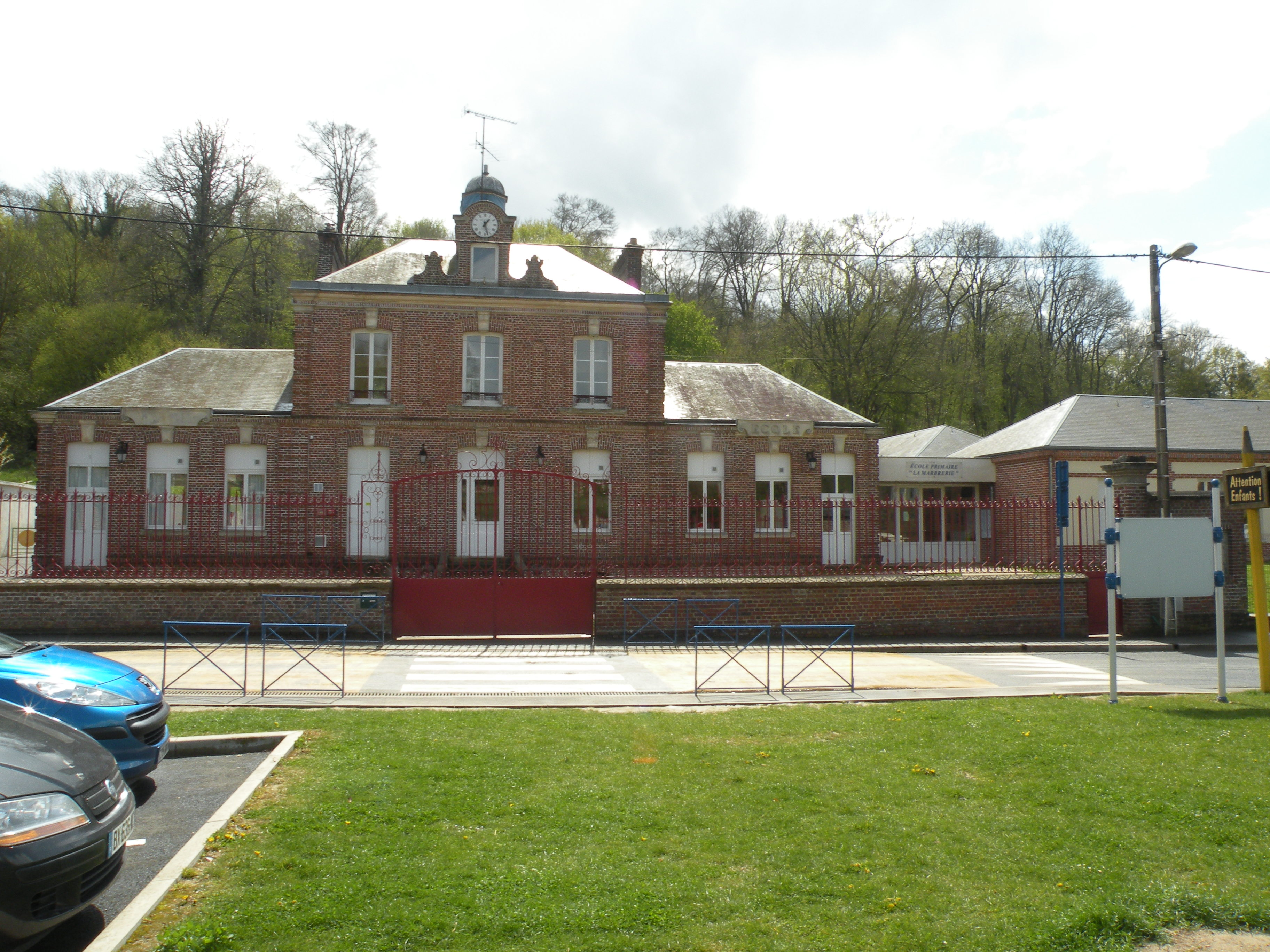
L'école.

Valdampierre dispose d'une école maternelle et primaire publique.
Le village est rattaché au collège Le Point-du-Jour, situé à Auneuil et du lycée François-Truffaut de Beauvais.

## Culture locale et patrimoine

### Lieux et monuments
- Église Notre-Dame, du XIIe siècle et  du XIVe siècle[25].
- Ancienne usine de boutons Gobert et Randu, 30 rue du Général-de-Gaulle, construite vers 1900[14]

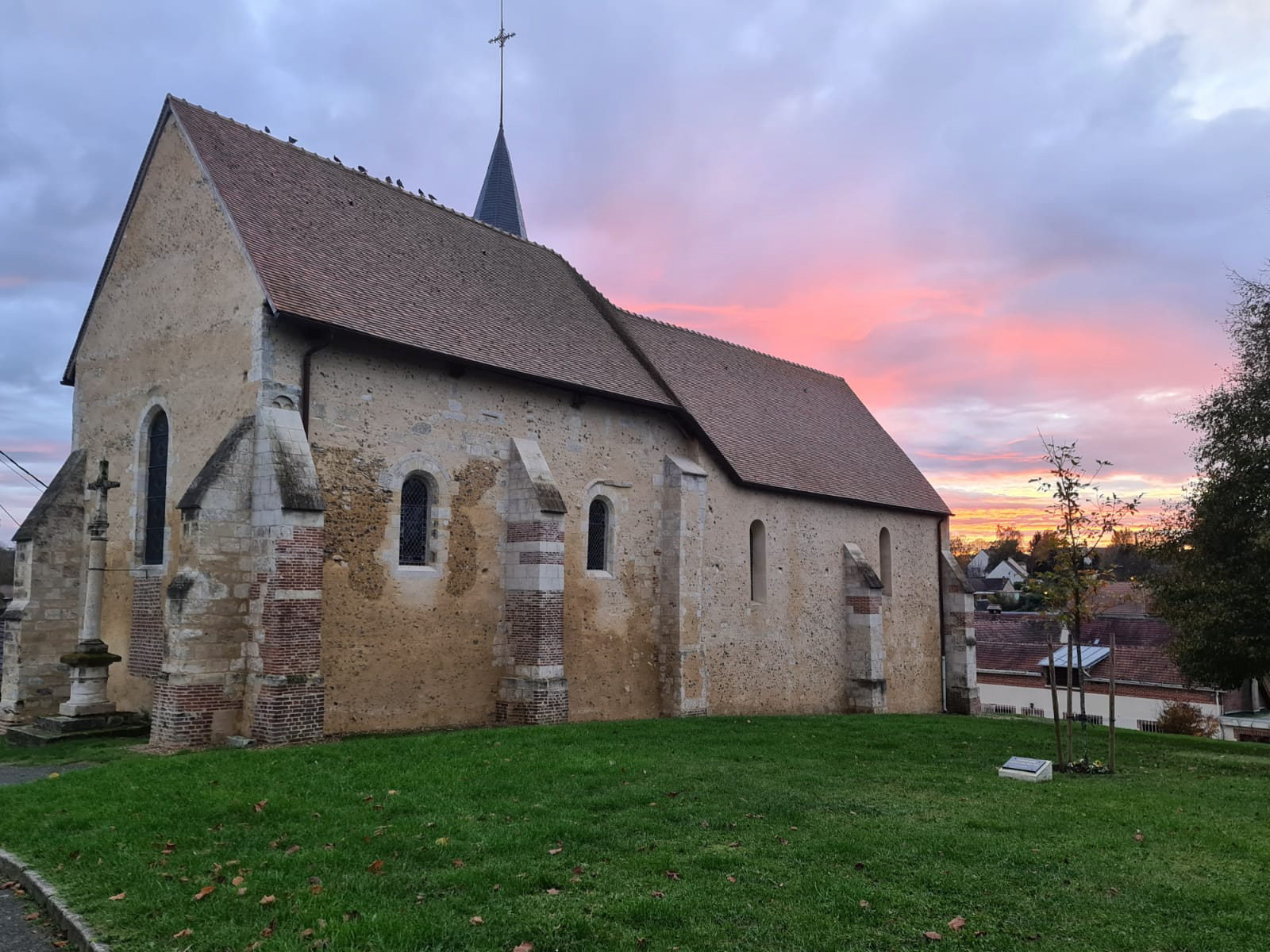
L'église.
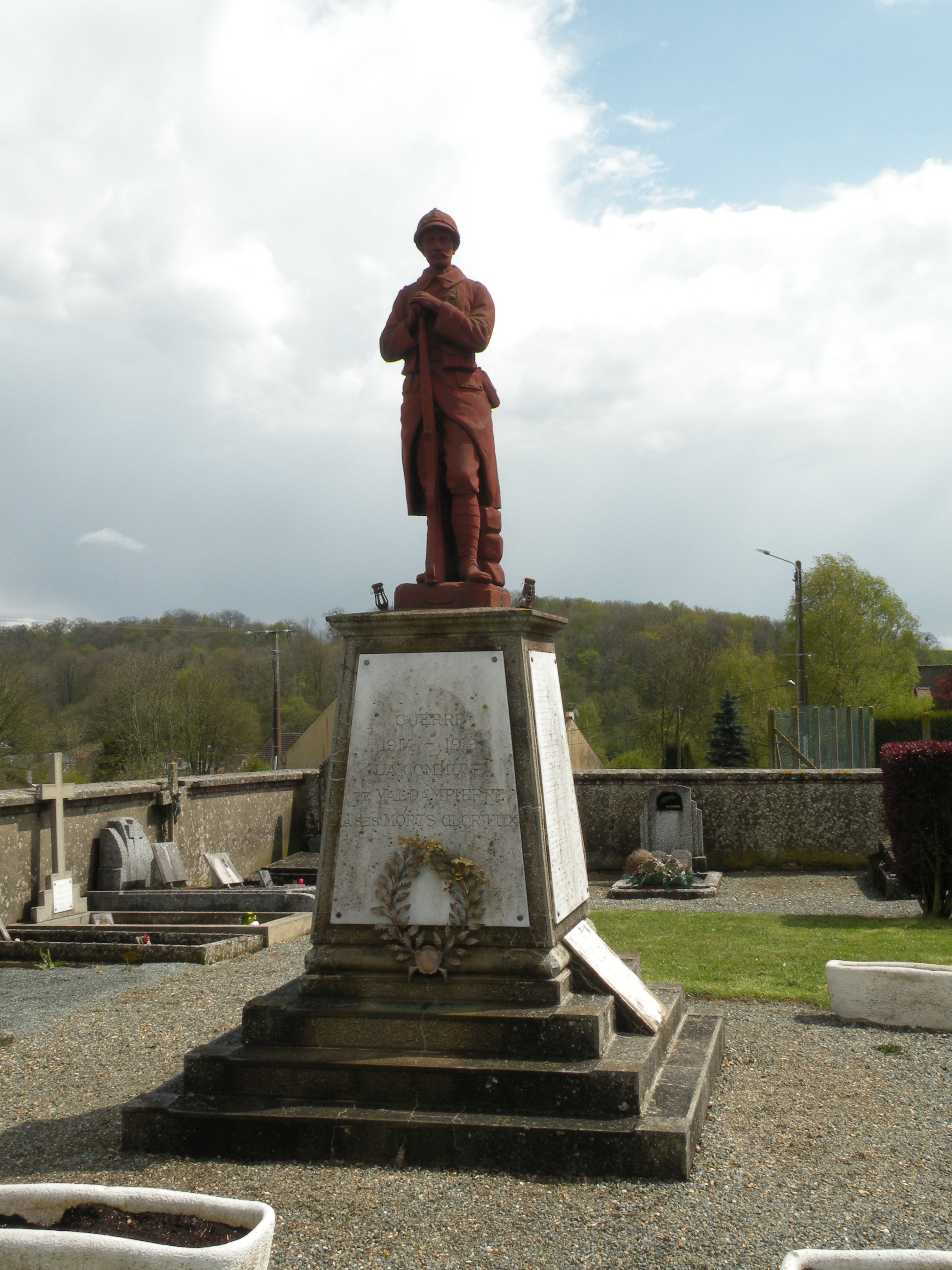
Monument aux morts

## Héraldique
| Blason à dessiner | Blason  | De sinople à la pile d'or, alésée en pointe, bordée de gueules, chargée d'un arbre au naturel, adextrée d'une tablette rectangulaire d'or, posée en pal et chargée de quatre boutons de nacre d'or cerclés de sinople, rangés en pal de tailles décroissantes du chef vers la pointe et percés de sable, senestrée de deux clés d'or passées en sautoir. |
| Blason à dessiner | Détails | Le statut officiel du blason reste à déterminer. |